# برکیان
برکیان، یکی از روستاهای شهرستان سرخه در استان سمنان ایران است. این روستا در بخش مرکزی شهرستان سرخه، دهستان لاسگرد و در ۱۳ کیلومتری شمال غربی شهر سرخه جای گرفته است.
این روستا بر دامنه کوه سیاه‌کمر در کوهستان البرز واقع است. ناحیه صنعتی برکیان سرخه در این روستا قرار دارد. جمعیت روستای برکیان بر پایه نتایج سرشماری سال ۱۳۸۵، برابر با ۱۸ نفر (۶ خانوار) بوده است.